# Рэйпер, Кеннет Брайен
Ке́ннет Бра́йен Рэ́йпер (англ. Kenneth Bryan Raper, 1908—1987) — американский миколог и микробиолог, профессор микробиологии в Висконсинском университете.

## Биография
Родился 11 июля 1908 года на ферме в округе Дейвидсон в Северной Каролине седьмым ребёнком в семье Уильяма Рэйпера и Джулии, в девичестве Краус. В 1925 году поступил в Университет Северной Каролины в Чапел-Хилл. Первую статью опубликовал в 1928 году по рекомендации профессора Уильяма Чемберса Кокера, она была посвящена водным грибоподобным организмам из семейства Сапролегниевые. Окончил университет со степенью бакалавра в 1929 году.
С 1929 года работал в Министерстве сельского хозяйства США вместе с профессором Чарлзом Томом. По совету Тома Рэйпер поступил на вечернее отделение магистратуры Университета Джорджа Вашингтона, в 1931 году получил степень магистра.
В 1933 году Рэйпер обнаружил новый вид слизевиков Dictyostelium discoideum, впоследствии ставший модельным организмом для изучения межклеточных взаимодействий. По совету Тома Рэйпер отправился в Гарвардский университет для подготовки диссертации доктора философии. Диссертация была посвящена всестороннему изучению этого слизевика, защищена в 1936 году под руководством профессора Уильяма Уэстона.
По возвращении в Министерство сельского хозяйства Рэйпер присоединился к Тому в изучении родов Aspergillus и Penicillium. В 1945 и 1949 годах они опубликовали определители грибов, относящихся к этим родам. В 1965 году Рэйпер с Дороти Феннелл издал монографию аспергиллов.
В течение шести лет Рэйпер читал курс прикладной микологии в Иллинойсском университете. С 1952 года Кеннет с супругой Луизой жил в Мэдисоне, работал в Висконсинском университете.
В 1979 году покинул должность профессора микробиологии в Мэдисоне, решив сосредоточиться на подготовки иллюстрированной монографии клеточных слизевиков, работал над ней в течение шести лет.
В 1951 году Рэйпер был президентом Микологического общества Америки, в 1981 году стал обладателем награды Выдающемуся микологу Микологического общества.
С 1949 года Рэйпер являлся членом Национальной академии наук США. В 1960 году он был награждён Сертификатом за заслуги перед Ботаническим обществом Америки. В 1961 году Рэйпер стал почётным доктором наук Университета Северной Каролины.
Скончался 15 января 1987 года в Мэдисоне.

## Некоторые научные публикации
- Raper K. B., Thom C. Manual of the Aspergilli. — Baltimore, 1945. — 373 p.
- Raper K. B., Thom C. Manual of the Penicillia. — Baltimore, 1949. — 875 p.
- Raper K. B., Fennell D. I. The genus Aspergillus. — Baltimore, 1965. — 686 p.
- Raper K. B. The Dictyostelids. — Princeton, 1984. — 466 p.

## Роды и виды грибов, названные именем К. Рэйпера
- Raperia Subram. & Rajendran, 1976 — Warcupiella Subram., 1972
- Aspergillus raperi Stolk & J.A.Mey., 1957
- Penicillium raperi G.Sm., 1957 — Penicillium simplicissimum (Oudem.) Thom, 1930